# Myton
Myton – miasto w Stanach Zjednoczonych, w stanie Utah, w hrabstwie Duchesne.